# Petrove (Znamjanka)
Petrove (Oekraïens: Петрове) is een dorp in Oekraïne in de stad Znamjanka (oblast Kirovohrad).

## Geografie

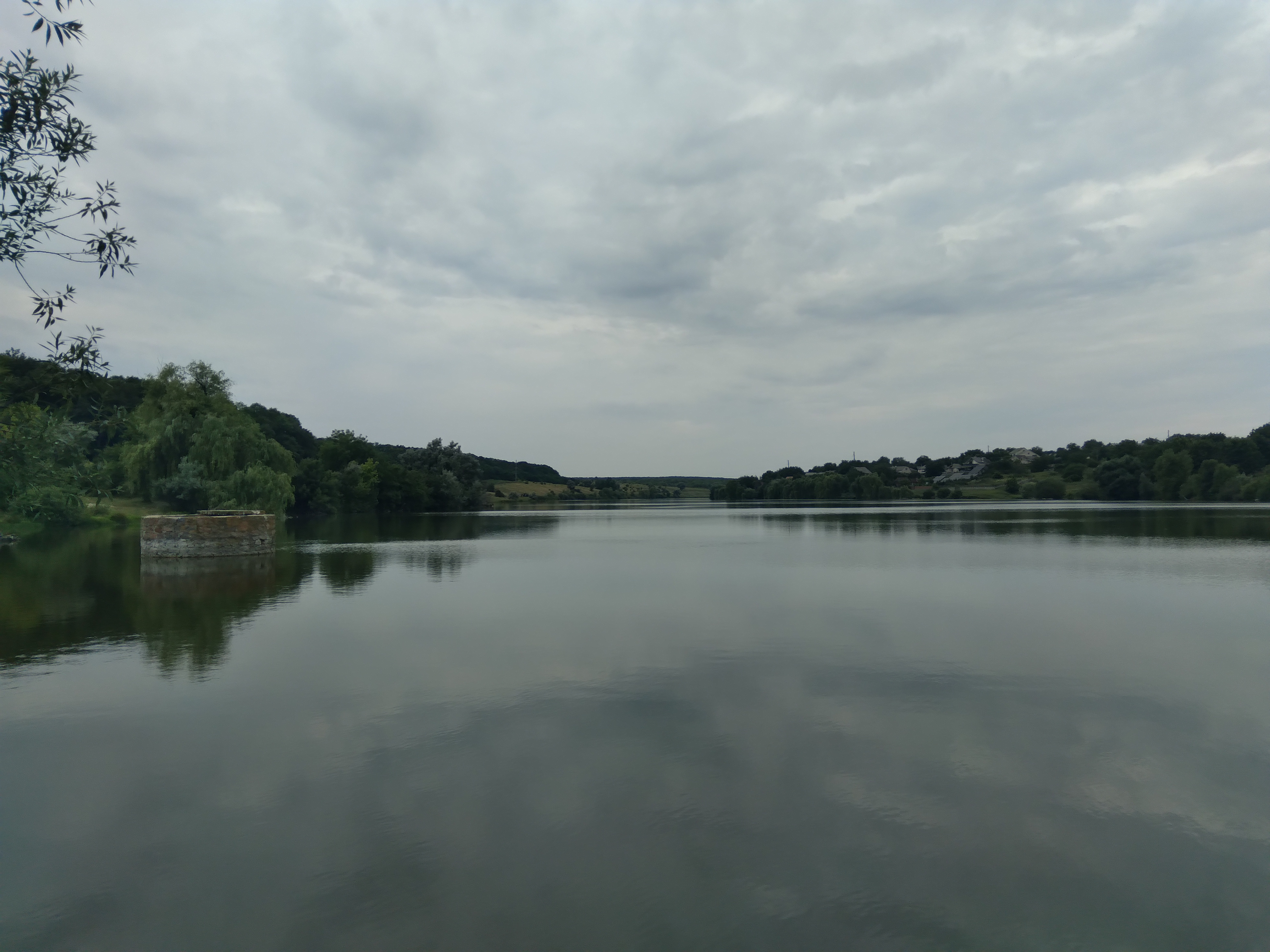
een van de vijvers aan de rivier de Balka Orlova

Het dorp ligt ten zuiden van de stad Znamjanka en vormt eigenlijk een buitenwijk. De rivier de Balka Orlova stroomt door het grondgebied van het dorp. Dit is een linker zijrivier van de Beshka, die uitmondt in de Inhulets.

## Geschiedenis
In 1886 woonden hier 337 mensen.

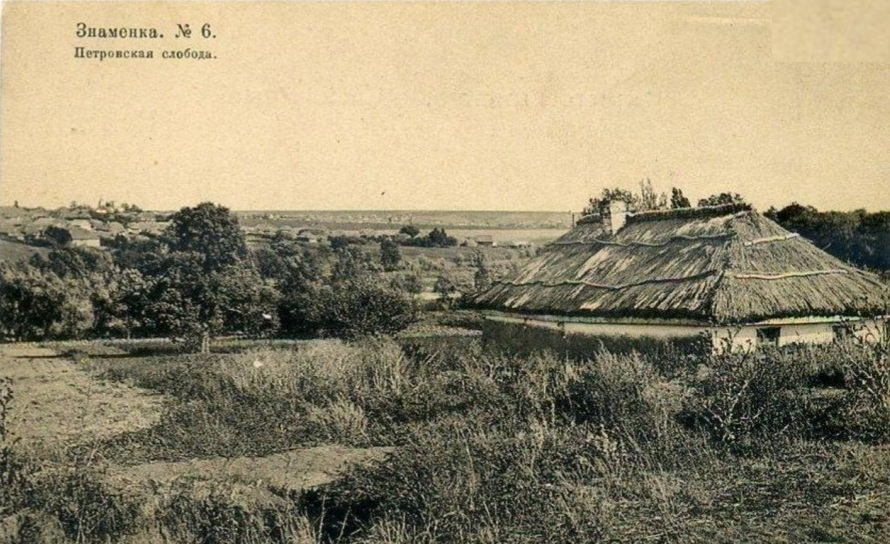
foto uit 1907-1910

In 1958 werd het dorp Orlova Balka gevoegd bij het dorp Petrove.